# Liste der Biografien/Toj
Liste der Biografien |
Portal Biografien |
Personensuche
# |
A |
B |
C |
D |
E |
F |
G |
H |
I |
J |
K |
L |
M |
N |
O |
P |
Q |
R |
S |
T |
U |
V |
W |
X |
Y |
Z |
?
 
Ta |
Tc |
Te |
Tf |
Tg |
Th |
Ti |
Tj |
Tk |
Tl |
Tm |
To |
Tq |
Tr |
Ts |
Tu |
Tv |
Tw |
Tx |
Ty |
Tz
 
Toa |
Tob |
Toc |
Tod |
Toe |
Tof |
Tog |
Toh |
Toi |
Toj |
Tok |
Tol |
Tom |
Ton |
Too |
Top |
Toq |
Tor |
Tos |
Tot |
Tou |
Tov |
Tow |
Tox |
Toy |
Toz
Die Liste der Biografien führt alle Personen auf, die in der deutschsprachigen Wikipedia einen Artikel haben. Dieses ist eine Teilliste mit 15 Einträgen von Personen, deren Namen mit den Buchstaben „Toj“ beginnt.

## Toj

### Toja
- Toja Pintos, Juan Carlos (1926–2011), uruguayischer Fußballspieler

### Toje
- Toje, Asle (* 1974), norwegischer Politikwissenschaftler

### Toji
- Tojiboyev, Xurshid (* 1989), usbekischer Boxer
- Tōjin, Okichi (1841–1890), japanische Frau

### Tojn
- Tojner, Michael (* 1966), österreichischer Unternehmer
- Tøjner, Poul Erik (* 1958), dänischer Philosoph, Kunstkritiker und Museumsdirektor

### Tojo
- Tojo, Atsuki (* 2000), japanischer Fußballspieler
- Tōjō, Gimon (1786–1843), japanischer Gelehrter des Japanischen
- Tōjō, Hideki (1884–1948), 40. japanischer Premierminister und GeneralTōjō Hideki (1884–1948)

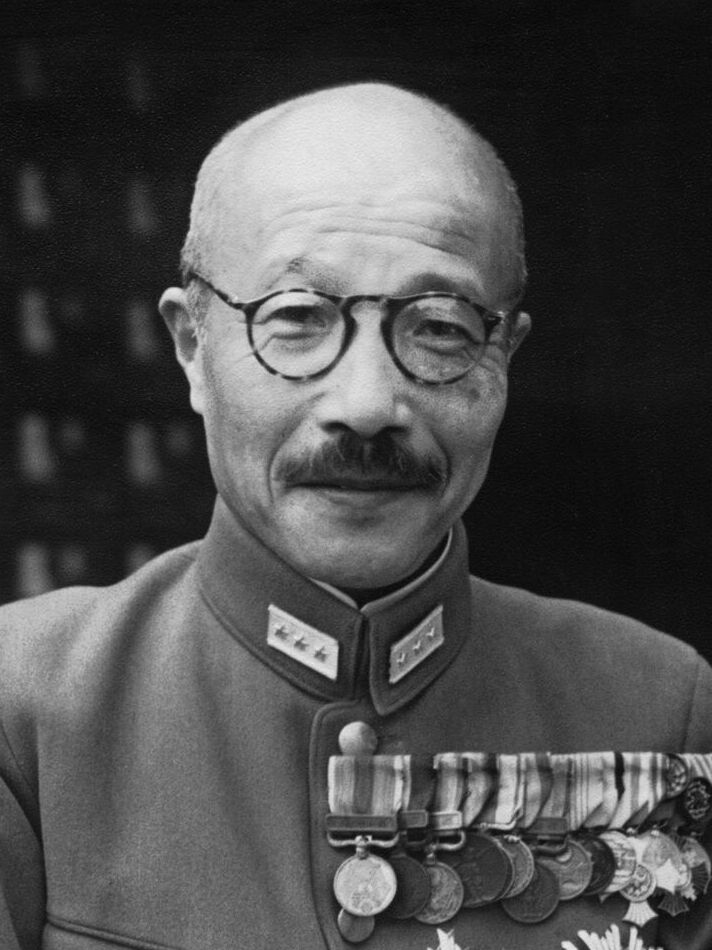
Tōjō Hideki (1884–1948)

- Tōjō, Kayako (* 1980), japanische Skeletonpilotin
- Tōjō, Kōshun (* 1980), japanischer Skeletonpilot
- Tōjō, Misao (1884–1966), japanischer Dialektforscher
- Tōjō, Shōtarō (1865–1929), japanischer Maler
- Tōjō, Toshiya (* 1992), japanischer Fußballspieler
- Tōjō, Yoshiaki, japanischer Badmintonspieler